# Скримо
Скримо, або скрімо (англ. screamo, від scream — крик; та emo — назва музичного жанру) — музичний жанр, що виник із емо, значною частиною із хардкор-панку на початку 1990-их. Такі гурти, як гурти Heroin та Antioch Arrow із Сан-Дієго започаткували цей жанр на початку 1990-х років, а наприкінці 1990-х він був підхоплений переважно колективами зі східного узбережжя Сполучених Штатів, такими як Pg. 99, Orchid, Funeral Diner, Saetia та I Hate Myself. Жанрові притаманний «мученицький» крикливий спів та швидкі, гармонізовані гітари.
Жанр став популярним у 2000-х роках завдяки успіху таких гуртів, як Alesana, Thursday, Underoath, Silverstein, Hawthorne Heights, Alexisonfire та Senses Fail. Популярність жанру почала спадати в 2010-х роках, але продовжує мати андеграундний успіх завдяки таким гуртам, як La Dispute та Pianos Become the Teeth.

## Історія

### Походження (1990-і)
Скримо як окремий музичний жанр виник у 1991 році, в кафе Ché Café у Сан-Дієго, сформований творчістю таких колективів, як Heroin та Antioch Arrow, що виступали там.
Ці гурти вважаються більш хаотичними і експресивними нащадками емо, що підписували контракти із такими лейблами, як Gravity Records і Ebullition Records. Інші гурти, які допомогли розвинути звучання раннього скримо на цих лейблах, походили з Північної Каліфорнії, наприклад Portraits of Past із району затоки Сан-Франциско та Mohinder із Купертіно. Сцена відома своїм характерним відчуттям моди, натхненним субкультурою модів. Як і з терміном «емо», термін «скримо» викликає деякі суперечки серед учасників тогочасної сцени.
Велика кількість гуртів зі Східного узбережжя мали вплив на безперервний розвиток і переосмислення стилю наприкінці 90-х і на початку 2000-х років, зокрема Orchid, Saetia, City of Caterpillar, Majority Rule, Jeromes Dream, Circle Takes the Square, Hot Cross, та Ampere. 

### Пік популярності (2000-і)
У 1995 році термін «скримо» з’явився в музичній пресі, особливо в журналістиці Джима ДеРогатіса та Енді Грінвальда, а вже в середині 2000-х цей термін застосовувався до багатьох нових колективів. Такі гурти жанру, як The Used, Thrice, Finch, Thursday та Silverstein, розвинули нове звучання жанру у новому сторіччі.  
На відміну від некомерційних скримо-гуртів 1990-х років, такі колективи, як Thursday та The Used, підписували багатоальбомні контракти з такими лейблами, як Island Def Jam і Reprise Records. Проте зв’язок цього стилю з витоками жанру заперечується, дехто називає його «MTV screamo» або «pop-screamo», а більшість гуртів частіше класифікують за жанром як постгардкор або металкор. 